# Schloss Weiltingen
Das Schloss Weiltingen ist eine ehemalige Wasserburg am Nordwestrand von Weiltingen im mittelfränkischen Landkreis Ansbach in Bayern. Das Schloss ist unter dem Aktenzeichen  D-5-71-218-2 als Baudenkmal und unter dem Aktenzeichen D-5-6928-0045 als Bodendenkmal in die Bayerische Denkmalliste eingetragen.

## Geschichte
Gegen Ende des 12. Jahrhunderts gelangte das Reichsministerialengeschlecht der Nordenberg durch die Hochzeit Heinrichs von Nordenberg mit Guta von Weiltingen in den Besitz des Ortes Weiltingen. Diese Linie der Reichsküchenmeister von Nordenberg firmierte dann als erstmals 1238 nachweisbares Geschlecht der Herren von Weiltingen. Die Burg war ursprünglich Reichslehen, spätestens ab 1323 aber freies Eigentum der besitzenden Geschlechter. In diesem Jahr erscheint die Herrschaft Weiltingen im Besitz der Grafen von Oettingen, wobei unklar ist, auf welchem Weg sie in deren Hände gelangte. 1363 verkauften sie die Burg an die Herren von Seckendorff-Aberdar, die eine Hälfte 1422 an die Familie von Wolmershusen weiterveräußerten. Die Seckendorffsche Hälfte ging vor 1529 an die Herren von Künsberg, die 1522 auch schon die andere Hälfte erworben hatten. Die nächsten Besitzer waren 1542 die Herren von Knöringen. Unter Wolf Ulrich von Knöringen entstand 1563 ein Schlossbau. Die Familie übernahm sich aber im Ausbau von Ort und Schloss, so dass sie den Besitz an das Herzogtum Württemberg zunächst verpfändeten und 1616 schließlich verkauften. Zwischen 1617 und 1705 diente das Schloss als Residenz der Seitenlinie Weiltingen des Hauses Württemberg. Schlossherren in dieser Zeit waren unter anderem die Herzöge Julius Friedrich, Manfred und Friedrich Ferdinand. Mit dem Aussterben der Weiltinger Linie fiel das Schloss 1705 an die Hauptlinie in Stuttgart zurück und wurde 1778 erneut Residenz für Ludwig Eugen, den jüngeren Bruder des regierenden Herzogs Carl Eugen. Mit dem Grenzvertrag von 1810 einigten sich der württembergische und der bayerische König darauf, dass Weiltingen an Bayern fallen sollte. Das Schloss wurde durch das Königreich Bayern auf Abbruch verkauft und bis 1814 abgerissen.

## Beschreibung
Das Plateau des Burghügels ist heute teilweise durch einen Bauernhof überbaut. Das 38 × 42 m große Areal ist von einem ca. 15 m breiten, früher Wasser führenden Graben umgeben, über den im Westen eine Brücke führt. Die Gestalt des Schlosses ist aus einer Zeichnung von 1778 und einem vor dem Abriss erstellten Grundriss bekannt. Demnach bestand es aus einem zweiflügeligen, zweistöckigen Hauptbau mit Schweifgiebeln, der durch einen hohen Turm überragt wird. Ihm ist auf der Zeichnung ein kleineres Gebäude vorgelagert, dass sich wie auch der Turm auf dem Grundriss nicht wiederfinden lässt. In den Ecken der Ringmauer sind runde Türme eingezeichnet. 
Erhalten ist davon noch der jetzt trockene Graben um den überbauten Schlosshügel. An Mauerwerk existieren außer Kellern noch Fundamente der ehemaligen Rundtürme und die Futtermulde des Grabens sowie Teile der westlichen Brücke.